# Stony Batioja
Stony Marín Batioja Lara (Esmeraldas, 30 aprile 1964) è un ex calciatore ecuadoriano, di ruolo attaccante.

## Carriera

### Nazionale
Ha esordito con due amichevoli nel 1987.